# Йермо-и-Паррес, Иосиф Мария де
Святой Иосиф (Хосе) Мария де Йермо-и-Паррес (исп. José Maria de Yermo y Parres, 10 ноября 1851, Малиналько, Мехико — 20 сентября 1904, Пуэбла-де-Сарагоса) — мексиканский католический священник, святой Римско-католической церкви. Основал религиозную конгрегацию «Слуги Святейшего Сердца Иисуса и бедных».

## Биография
Родился 10 ноября 1851 года в семье Мануэля де Йермо-и-Совиньяса и Марии Хосефы Паррес; де Йермо происходили из испанского дворянского рода. Потерял мать в полтора месяца; ребёнка растили тётя и бабушка по отцовской линии, которые прививали ему религиозные ценности. В 1864 году получил от императора Максимилиана I почётную медаль за отличия в учёбе.
В 1867 году покинул дом, и вступил в конгрегацию лазаристов, в ноябре 1868 года принёс обеты в Толуке. Завершив обучение в орденской обители в Париже, в 1870 году он вернулся. После внезапного профессионального кризиса покинул орден и вернулся домой. При поддержке дяди Йермо-и-Паррес понял, что всё-таки хочет продолжить обучение и стать священником, но он не вернулся к лазаристам. Рукоположен в сан священника в августе 1879 года назначен проповедовать в двух небольших церквях Эль-Кальварио и Санто-Ниньо.
В декабре 1885 года открыл «Приют Святейшего Сердца» для помощи беднякам. Это заложило основу для создания нового религиозного ордена, посвящённого заботе о бедных, который впоследствии Йермо-и-Паррес назвал «Слуги Святейшего Сердца Иисуса и бедных». Основал несколько больниц, детских домов и приютов, а также в конце своей жизни сотрудничал с народом тараумара. Он часто говорил: «Поговорим о святых, чтобы выковать святых».
Умер утром 20 сентября 1904 года в Пуэбла-де-Сарагосе. Его орден существует до сих пор и присутствует в таких странах, как США и Никарагуа, среди прочих.

## Почитание
Папа Иоанн Павел II беатифицировал Йермо-и-Парреса в храме Богоматери Гваделупской в Мехико 6 мая 1990 года и канонизировал его на площади Святого Петра в Ватикане 21 мая 2000 года.
День памяти — 20 сентября.